# 익스트림 페스티벌
《익스트림 페스티벌》은 2023년에 개봉한 대한민국의 영화이다.

## 캐스팅

### 주연
- 김재화 : 혜수 역
- 조민재 : 상민 역
- 박강섭 : 래오 역
- 장세림 : 은채 역

### 조연
- 김종구 : 연산군 역
- 문희경 : 군수 평길탄 역
- 최문기 : 센도 역
- 유정호 : 김민성 팀장 역
- 이혜수 : 축제녀 역
- 김민성 : 축제남 역
- 김윤배 : 사회자 김멸치 역
- 윤민구 : 내시 역
- 김수빈 : 후궁 역
- 신태양 : 한명회 역
- 이세호 : 망나니 역
- 장근철 : 외할머니 역
- 오우리 : 구름 역
- 문혜인 : 카페 사장 역
- 김휘규 : 은채 남동생 역
- 박리디아 : 은채 엄마 역

### 그 외 출연
- 방수형 : 은채 아빠 역
- 장수지 : 남동생 여친 역
- 양도현 : 비서실장 역
- 제니 : 사약 마시기 참가자 역
- 전승재 : 진철 역
- 요셉 : 행위 예술가 팽선우 역
- 김현근 : 도지사 역
- 김동범 : 음향부스 엔지니어 역
- 신수현 : 출판기념회 사회자 역
- 유미선 : 출판사 직원 역
- 백나영 : 출판 기념회 참석자 1 역
- 정서호 : 출판 기념회 참석자 2 역
- 김지원 : 출판 기념회 참석자 3 역
- 신지은 : 출판 기념회 참석자 4 역
- 김영승 : 출판 기념회 스틸기사 역